# Zecharia Sitchin
Zecharia Sitchin   (Bakú, 11 de juliol de 1920 - Nova York, 9 d'octubre de 2010) va ser un autor de llibres que va proposar una explicació sobre els orígens de l'home que involucraven antics astronautes. Sitchin va atribuir la creació de l'antiga cultura sumèria als Anunnaki, que va afirmar que era una raça d'extraterrestres d'un planeta més enllà de Neptú anomenat Nibiru. Va afirmar que la mitologia sumèria suggereix que aquest hipotètic planeta de Nibiru es troba en una òrbita el·líptica allargada de 3600 anys al llarg del Sol. S'han venut milions d'exemplars dels seus llibres a tot el món i s'han traduït a més de 25 idiomes.
Científics i acadèmics han rebutjat les idees de Sitchin, que descarten la seva tasca com a pseudociencia i pseudohistòria. El seu treball ha estat criticat per la metodologia defectuosa i les males traduccions de textos antics, així com per les afirmacions astronòmiques i científiques incorrectes.

## Joventut
Sitchin va néixer a Bakú (RSS de l'Azerbaidjan), i es va criar al Mandat britànic de Palestina. Es va llicenciar en economia en l'Escola d'Economia de Londres de la Universitat de Londres, i va ser redactor i periodista al Mandat britànic de Palestina (que el 1948 es va convertir en l'estat modern d'Israel), abans de traslladar-se a Nova York el 1952. Mentre treballava com a executiu per a una empresa naviliera, va estudiar per ell mateix cuneiforme sumeri i va visitar diversos jaciments arqueològics.

## Les especulacions de Sitchin: la creació de la raça humana per extraterrestres
Semblant a autors anteriors com Immanuel Velikovsky i Erich von Däniken, Sitchin va defensar la hipòtesi què esdeveniments extraterrestres havien tingut un paper important en la història humana durant l'antiguitat.
Sitchin va traduir i interpretar els textos escrits en diverses tauletes d'argila que es trobaven en diferents museus de tot el món, encara que moltes eren falses o inexistents, no documentades en cap font verificable externa al propi Sitchin. De les tauletes existents, va arribar a confondre textos en accadi amb textos en sumeri, interpretant moltes vegades els textos de manera lliure. Segons aquesta interpretació, caldria parlar d'una nova versió de la creació dels humans, segons la qual éssers extraterrestres serien els responsables de l'inici i l'evolució de l'espècie humana (mitjançant intervenció amb enginyeria genètica).
Aquestes interpretacions han estat desacreditades per experts en llengües antigues. Així, l'expert en llengües antigues Michael S. Heiser ha trobat multitud d'errors i inexactituds en les traduccions de Sitchin, mentre que el professor Ronald H. Fritze, en el seu llibre Coneixement inventat: Falsa Història, Falsa Ciència i Pseudoreligió, esmenta com a exemple de falsificació històrica l'afirmació Stichin que el signe sumeri «dingir» (𒀭 ; Déu) significa «els purs dels coets fumejants», afegint que l'assignació de significats a paraules antigues per part de Sitchin «és tendenciosa i freqüentment forçada». Fritze també critica la metodologia de Sitchin, assegurant que «quan els crítics han comprovat les referències de Sitchin, han trobat que aquest cita sovint fora de context, o trunca les seves cites per distorsionar l'evidència i provar les seves afirmacions. L'evidència és presentada de forma selectiva i tota evidència contradictòria és eliminada».
Sitchin va ser l'autor de les «Cròniques de la Terra», una sèrie de 7 llibres en què va exposar les seves idees: El 12è planeta (presentat el 1976) va ser el primer d'ells. A més d'aquests exemplars, sis volums més acompanyen la sèrie, afegint estudis recents, descobriments i exposicions noves sobre les seves invencions. Les seves reinterpretacions han provocar reaccions molt diverses.
Segons la seva reinterpretació de les traduccions realitzades dels textos en llengües sumèries, accadies i assiri-babilòniques, exposada al seu llibre El 12è Planeta (1976) i les seves seqüeles, existeix en el sistema solar un planeta transneptunià encara no descobert anomenat Nibiru que s'apropa a la Terra cada 3600 anys, provocant canvis positius o catàstrofes. La mida i l'òrbita amb la qual Nibiru (traduït com «Planeta que es creua») ingressa al nostre sistema solar (en sentit horari, contrari a la resta de planetes), serien els causants d'aquests esdeveniments.
Segons les teories de Sitchin basades en les seves reinterpretacions personals, i en el qual creu que s'ha de llegir en els escrits sumeris sobre l'origen de la planeta Terra, Nibiru va ser capturat per l'òrbita de Neptú. Va ingressar en el nostre sistema solar en sentit contrari al sentit en el qual giren els altres planetes, i va xocar catastròficament amb Tiamat (una deessa en el mite de la creació babilònica), que considera que era un altre planeta situat entre Mart i Júpiter. Suposadament aquesta col·lisió va destruir Tiamat i els seus fragments van formar el planeta Terra, el cinturó d'asteroides i els cometes. Sitchin també va especular que Plutó (que ell identifica com a Gaga i Isimud) era originalment un satèl·lit de Saturn, però la gravetat de Nibiru el va pertorbar, enviant-lo al Sistema Solar exterior i donant al cos la seva peculiar òrbita que creua l'òrbita de Neptú.

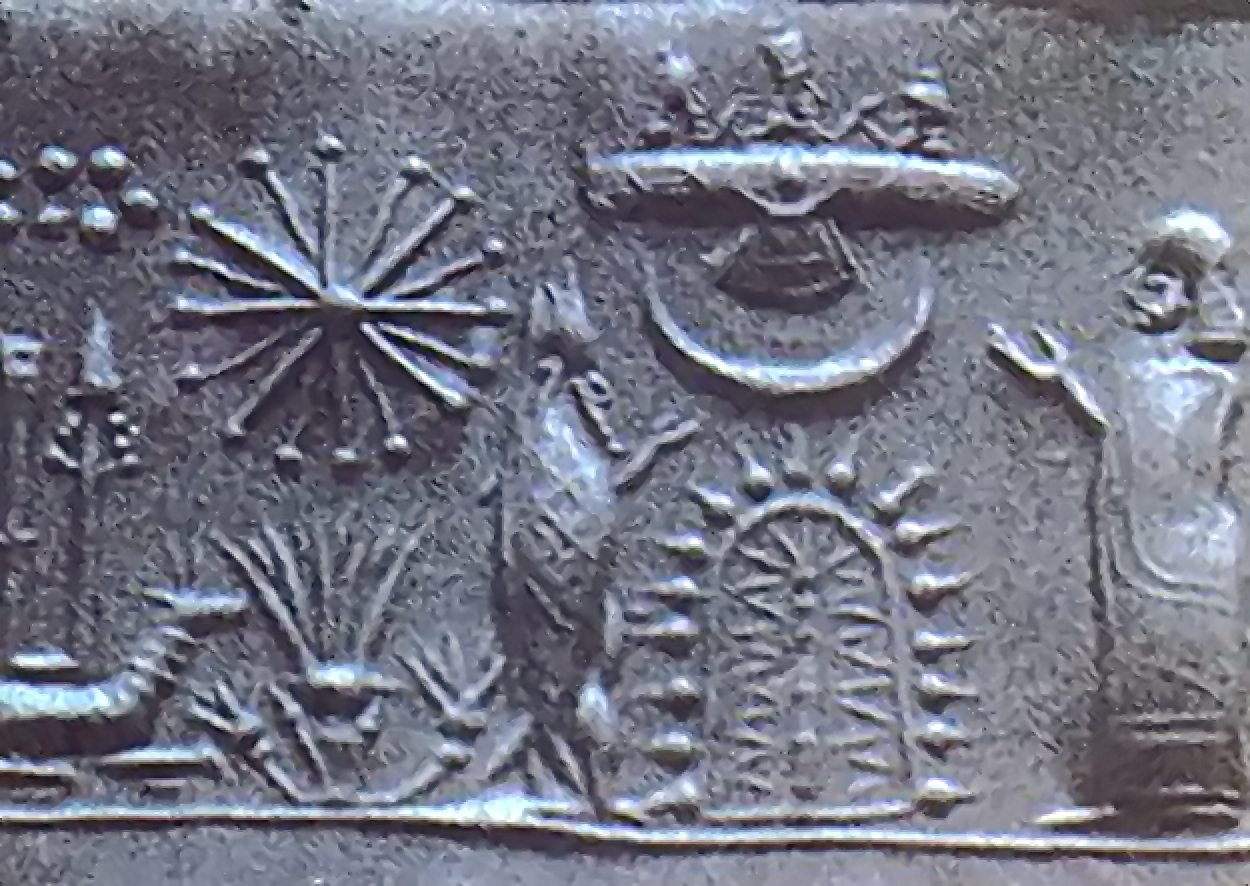
Impressió d'un segell cilíndric de Mesopotàmia en què apareixen Anunnaki
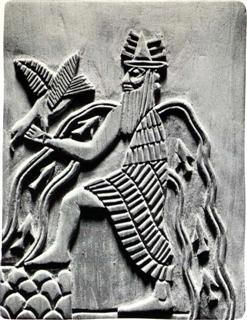
Imatge d'Enki (𒂗𒆠). Segons Zecharia Sitchin, Enki creà la humanitat mitjançant enginyeria genètica
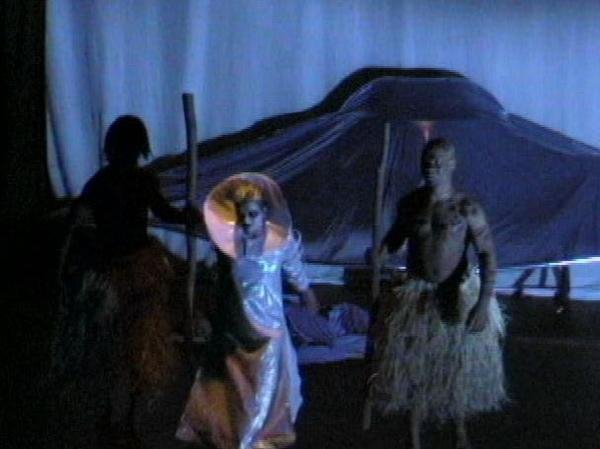
Representació de l'actuacó artística teatral ENKI de Lorin Morgan-Richards basat en els textos de Zecharia Sitchin

Segons Sitchin, Nibiru és la llar d'una raça extraterrestre semblant als humans i tecnològicament molt avançada anomenada Anunnaki al mite sumeri (i segons Sitchin, al Gènesi s'anomenen Nefilim, «els caiguts»). Va escriure que van evolucionar després que Nibiru entrés al sistema solar, i van arribar per primera vegada a la Terra probablement fa 450.000 anys, buscant minerals, sobretot or, que van trobar i extreure a l'Àfrica i en altres llocs del planeta com Amèrica de Sud i Mesoamérica). Sitchin afirma que els «déus» de l'antiguitat eren els treballadors de més rang de l'expedició colonial a la Terra.
Segons Sitchin, Enki (el déu sumeri de l'aigua i la cultura humana) va suggerir que per alleujar el treball dels Anunnaki a les mines (que s'havien revoltat per les dures condicions laborals) crearia uns treballadors primitius (Homo sapiens) amb l'enginyeria genètica, creuant gens dels Anunnaki amb els de l'Homo erectus, per fer-los servir d'esclaus en les seves mines. Segons la seva reinterpretació, «els de cap negre» de Sumèria van ser creats per aquests éssers, al barrejar les «essències vitals» de l'home / dona simi amb les dels Anunnaki. El procés consistia a «fixar» sobre la criatura ja existent la «imatge interna» (la seqüència genètica) dels Anunnaki; és a dir, implementar millores en l'home / dona simi mitjançant enginyeria genètica i, avançant-se així als esdeveniments evolutius, donar-li vida a l'«home», a l'Homo sapiens. El terme «els de cap negre» és l'autònim que els sumeris utilitzaven per referir-se a ells mateixos, però segons la reinterpretació personal de Sitchin, aquest terme es refereix que els homes es veien a si mateixos com a esclaus al servei dels déus, que els haurien creat perquè treballessin per a ells. Les tauletes sumèries es refereixen a la «gent de cap negre» que van ser creats en una regió anomenada «Apsu» (𒍪 𒀊, AB.ZU; Inframon o Hemisferi Sud), que Sitchin pensava que corresponia a l'Àfrica occidental. No obstant això, l'Apsu pels sumeris, no és una regió geogràfica, sinó el principi primordial masculí de l'aigua dolça dels aqüífers subterranis.
Segons Sitchin, antigues inscripcions indiquen que la civilització humana a Sumer (Mesopotàmia), es va establir sota la direcció d'aquests «déus», i es va crear la «monarquia humana» per proporcionar intermediaris entre la humanitat i els Anunnaki (creant la doctrina del «dret diví dels reis»).
Sitchin creu que la pluja radioactiva d'armes nuclears, utilitzades durant una guerra entre faccions d'Anunnaki, és el «mal vent» descrit al Lament d'Ur que va destruir Ur c. 2000 aC. Sitchin afirma que l'any exacte és el 2024 aC. Sitchin diu que la seva investigació coincideix amb molts textos bíblics i que els textos bíblics provenen originàriament d'escrits sumeris.

## La seva influència
Des del llançament del seu primer llibre El 12è Planeta (1976), Sitchin ha escrit altres sis llibres com a part de la seva sèrie Cròniques de la Terra, així com sis llibres més. S'han venut milions d'exemplars dels llibres de Sitchina tot el món i s'han publicat en més de 25 idiomes. El periodista del New York Times Corey Kilgannon ha assenyalat que, malgrat el rebuig acadèmic de la seva obra, Sitchin té «un seguiment devot dels lectors».
El crític Michael S. Heiser ha descrit Sitchin com «probablement el defensor més important de la hipòtesi dels antics astronautes durant les últimes dècades». Sitchin va ser un convidat freqüent al programa de ràdio Coast to Coast AM, que el 2010 va presentar Sitchin amb un premi de l'assoliment de tota la vida. Alan F. Alford, autor de Gods of the New Millennium, admet que inicialment es va «enfadar» amb les hipòtesis de Sitchin, però més tard es va convertir en un crític de les interpretacions del mite de Sitchin.
Segons alguns escriptors, les idees de Sitchin, juntament amb les d'Erich von Däniken, poden haver influït en les creences de la secta religiosa del Moviment raelià, i l'escriptor Mark Pilkington veu la mitologia del grup religiós japonès Pana Wave com arrelada en El 12è Planeta de Sitchin i les seves seqüeles.
La pel·lícula Stargate (1994), dirigida per Roland Emmerich, i el videojoc The Conduit (2009) es van inspirar conceptualment en les idees de Sitchin, mentre que el guionista Roberto Orci diu que es va inspirar en la conceptualització de Sitchin de l'Anunnaki com a miner d'or alienígena per crear els extraterrestres de la pel·lícula Cowboys & Aliens (2011).
L'any 2000, l'actuació artística teatral ENKI de Lorin Morgan-Richards, basada en els escrits de Zecharia Sitchin, es va estrenar a Cleveland (Estats Units d'Amèrica), sota la coreografia de Michael Medcalf.
El 2016, Kazem Finjan, el ministre de Transports iraquià, va afirmar en una conferència de premsa que els sumeris havien construït i utilitzat un aeroport a la Governació de Dhi Qar per llançar naus espacials fa 5000 anys. Va citar l'obra de Sitchin i d'altres per donar suport a la seva afirmació.

## Crítiques
La crítica a l'obra de Sitchin s'emmarca principalment en tres categories: traduccions i interpretacions errònies de textos antics, observacions astronòmiques i científiques, i literalitat del mite.

### Traduccions i interpretacions errònies
Quan Sitchin va escriure els seus llibres, només els especialistes sabien llegir la llengua sumèria. Tot i això, fonts com el llibre Sumerian Lexicon (2006) han fet que aquesta llengua sigui més accessible per als inexperts.
L'estudiós bíblic estatunidenc Michael S. Heiser afirma que ha trobat moltes inexactituds en les traduccions de Sitchin i desafia les parts utilitzades interessadament en aquest llibre per comprovar-ne la seva validesa. El professor Ronald H. Fritze, autor del llibre Coneixement inventat: falsa història, falsa ciència i pseudoreligió, esmenta l'exemple de l'afirmació de Sitchin que el signe sumeri «dingir» (𒀭 ; Déu) significa «els purs dels coets fumejants», afegint que l'assignació de significats a paraules antigues per part de Sitchin és tendenciosa i sovint forçada. Fritze també critica la metodologia de Sitchin, assegurant que «quan els crítics han comprovat les referències de Sitchin, han trobat que aquest cita sovint fora de context, o trunca les seves cites per distorsionar l'evidència i provar les seves afirmacions. L'evidència és presentada de forma selectiva i tota evidència contradictòria és eliminada».
Sitchin basa els seus arguments en les seves interpretacions personals de textos pre-nubians i sumeris i el Segell VA 243. Sitchin va escriure que aquestes civilitzacions antigues coneixien un dotzè planeta, quan de fet només en coneixien cinc. Centenars de segells i calendaris astronòmics sumeris han estat descodificats i estudiats, i el nombre total de planetes de cada segell ha estat de cinc. El Segell VA 243 té 12 punts que Sitchin identifica com a planetes. Sitchin tradueix el Segell VA 243 com «Ets el seu criat», que ara es creu que era un missatge d'un noble a un servent. Segons Heiser, l'anomenat «Sol» del Segell VA 243 no és el símbol sumeri per al Sol, sinó que és una estrella, i els punts també són estrelles. El símbol «Sol» del Segell VA 243 no té cap semblança amb els centenars de símbols de «Sol» sumeris documentats.
En una revisió de 1979 de El 12è planeta, Roger W. Wescott, catedràtic d'antropologia i lingüística de la Universitat Drew (Madison, Nova Jersey), va assenyalar l'afició de Sitchin respecte a l'estudi de la llengua sumèria:
| «                                                              | La lingüística de Sitchin sembla almenys tan aficionada com la seva antropologia, biologia i astronomia. A la pàgina 370, per exemple, sosté que «totes les llengües antigues ... inclòs el xinès primerenc ... provenien d'una font primordial: el sumeri». El sumeri, per descomptat, és l'arquetip virtual del que els taxonomistes lingüístics anomenen llengua aïllada, és a dir, una llengua que no entra en cap de les famílies lingüístiques conegudes ni presenta una clara relació amb cap llengua coneguda. Fins i tot, si Sitchin es refereix a la llengua escrita en lloc de la llengua parlada, és poc probable que la seva hipòtesi es pugui defensar de manera persuasiva, ja que els ideogrames sumeris van ser precedits pels signes azilians d'Europa i tartaris, així com per una varietat de sistemes notacionals com a escriptura que existien entre el riu Nil i Indus. | » |
| — Wescott, Roger W. Kronos (en anglès). IV(4), 1979, p. 90-92. | |   |

### Observacions astronòmiques i científiques

Hipòtesi del gran impacte de l'hipotètic planeta Teia (negre) contra la Terra (blau) i la formació de la Lluna (vermell)

La hipòtesi de la «col·lisió planetària» de Sitchin s'assembla superficialment a una suggerida pels astrònoms moderns: la hipòtesi del gran impacte de l'hipotètic planeta Teia contra la Terra recentment formada, fa uns 4.500 milions d'anys, que va originar la Lluna. Tanmateix, la sèrie de col·lisions planetàries proposades per Sitchin difereix tant en els detalls com en el temps. Igual que amb les primeres tesis d'Immanuel Velikovsky en Worlds in Collision, Sitchin afirma que ha trobat evidències d'antics coneixements humans de moviments celestials nefastos en diversos relats mitològics. En el cas de Velikovsky, aquestes col·lisions interplanetàries van tenir lloc tingut durant el període de l'existència humana, mentre que per a Sitchin aquestes van ocórrer durant les primeres etapes de la formació de la Terra, però van entrar en el relat mitològic transmès per la raça alienígena que suposadament va evolucionar a Nibiru després aquestes trobades.
Segons C. Leroy Ellenberger, l'antic assistent d'Immanuel Velikovsky qui es va convertir en prolífic crític:
| « | [Sitchin afirma que] des d'un principi igualitari, els Nefilim van evolucionar a Nibiru 45 milions d'anys per davant d'un desenvolupament comparable a la Terra amb un entorn decisivament més favorable. Tal resultat és poc probable, per dir el mínim, ja que Nibiru passaria més del 99% del seu temps més enllà de Plutó. L'explicació de Sitchin que la calor de la radiactivitat natural i l'atmosfera gruixuda mantenen Nibiru càlida és absurd i no tracta el problema de la foscor a l'espai profund. No s'explica com els Nefilim, que van evolucionar molt després que arribés Nibiru, sabien què va passar quan Nibiru va entrar al sistema solar. | » |
| — Ellenberg, C. Leroy «Marduk Unmasked» (en anglès). Frontiers of Science, maig-juny 1981, pàg. 3-4. | |   |

L'escenari descrit per Sitchin, amb Nibiru tornant al sistema solar interior regularment cada 3.600 anys:
| « | ... implica una òrbita amb un eix semi-major de 235 ua, que s'estén des del cinturó d'asteroides fins a dotze vegades més enllà del Sol que Plutó. La teoria elemental de la perturbació indica que, en les circumstàncies més favorables per evitar trobades properes amb altres planetes, cap cos amb una òrbita tan excèntrica mantindria el mateix període durant dos passatges consecutius. Dintre de les dotze òrbites, l'objecte seria expulsat o convertit en un objecte de curt període. Així, la cerca fallida d'un planeta transplutonià de T.C.Van Flandern, de l'Observatori Naval dels Estats Units, que Sitchin fa servir per reforçar la seva tesi, no en té cap suport. | » |
| — Ellenberg, C. Leroy «Marduk Unmasked» (en anglès). Frontiers of Science, maig-juny 1981, pàg. 3-4. | |   |

Sitchin al «cas dels gens alienígenes d'Adam» afirma que 223 gens trobats pel Consorci de Seqüenciació del Genoma Humà es troben sense els predecessors necessaris en l'arbre evolutiu genòmic. Investigadors posteriors han defensat que la conclusió del Consorci de Seqüenciació de Genomes Humans no es pot treure per falta d'una base de dades de gens completa per a la seva comparació. Una anàlisi de Steven Salzberg va identificar 40 gens potencials transferits lateralment al genoma a partir d'organismes procariotes. Salzberg també argumenta que la pèrdua de gens combinada amb efectes de mida de la mostra i variació de la taxa evolutiva proporcionen una explicació alternativa, més biològicament plausible.

### La literalitat del mite
Peter James, coautor del controvertit llibre Centuries of Darkness, ha criticat Sitchin tant per haver ignorat el món fora de Mesopotàmia com més concretament per la seva incomprensió de la literatura babilònica:
| « | Utilitza l'èpica de la Creació Enuma Elix com a base per a la seva cosmogonia, identificant el jove déu Marduk, que derroca el règim més antic de déus i crea la Terra, com el desconegut «dotzè planeta». Per fer-ho, interpreta la teogonia babilònica com un relat fàctic del naixement dels altres «onze» planetes. Els noms babilònics dels planetes s'estableixen fora d'una ombra de dubte: Ixtar era la deïtat de Venus, Nergal de Mart i Marduk de Júpiter, i es confirmen per centenars de taules i tractats astronòmics / astrològics sobre tauletes d'argila i papir del període hel·lenístic. Sitchin ho ignora tot i assigna identitats planetàries injustificades als déus esmentats en la teogonia. Per exemple, Apsu, acreditat com a déu de les aigües primordials, es converteix, en tot cas, en el Sol! Ea, tal com convé a Sitchin, de vegades és el planeta Neptú i, de vegades, un astronauta. I la identitat d'Ixtar com el planeta Venus, una característica central de la religió mesopotàmica, no es menciona enlloc al llibre; en canvi, Sitchin assigna arbitràriament a Venus una altra deïtat de l'Enuma Elix i es reserva Ixtar per a un paper com a dona astronauta. | » |
| — James, Peter. SIS Workshop, 7 (en anglès). 2(2), 1979. «reimprès de Fortean Times, 27 (nov. 1978)» | |   |

William Irwin Thompson comenta el que ell anomena la «literalitat de Sitchin»:
| « | El que Sitchin veu és el que necessita per a la seva hipòtesi. Per tant, la figura 15 de la pàgina 40 és «radioteràpia» i la figura 71 de la pàgina 136 és un «déu dins d'una cambra amb forma de coet». Si es tracta de déus, per què utilitzen la nostra tecnologia com les pel·lícules de sèrie B barates de coets, micròfons, vestits espacials i radioteràpia? Si són déus, per què no poden tenir alguna tecnologia realment divina, com ara els viatges intradimensionals dels forats de cuc, l'antigravitat, la propulsió de la llum de les estrelles o les rematerialitzacions de rebots de forats negres? Sitchin ha construït el que sembla un argument convincent, però quan s'acosta a imatges simples en tauletes antigues, cau en la «literalitat» d' «Aquí hi ha una imatge dels déus en coets». De sobte, l'antiga Sumer té l'aparença de la pel·lícula Destination Moon. Erich Von Däniken, amb el seu llibre Chariots of the Gods? té el mateix problema. Les planes de Nazca al Perú es converteixen en una pista d'aterratge de la Segona Guerra Mundial. Els déus poden recórrer distàncies galàctiques, però quan arriben al Perú, les seves naus espacials són imaginades com a avions de la Segona Guerra Mundial que necessiten una enorme franja de terra. Aquesta literalitat de la imaginació no té cap sentit, però cada vegada que no la tingui sentireu dir a Sitchin «No hi pot haver cap dubte, però ...» | » |
| — Thompson, William Irwin. Coming into being: artifacts and texts in the evolution of consciousness (en anglès), 1998, p. 75-76. | |   |

## Obra

### SèrieCròniques de la Terra
1. The 12th Planet, 1976, Stein and Day, ISBN 0-8128-1939-X
2. The Stairway to Heaven, 1980, St. Martin's Press, ISBN 0-312-75505-8
3. The Wars of Gods and Men, 1985, Avon Books, ISBN 0-380-89585-4
4. The Lost Realms, 1990, Avon Books, ISBN 0-380-75890-3
5. When Time Began, 1993, Avon Books, ISBN 0-380-77071-7
6. The Cosmic Code, 1998, Avon Books, ISBN 0-380-80157-4
7. The End of Days: Armageddon and Prophecies of the Return, 2007, William Morrow, ISBN 978-0-06-123823-9

### SèrieEls acompanyants
1. Genesis Revisited: Is Modern Science Catching Up With Ancient Knowledge?, 1990, Avon Books, ISBN 0-380-76159-9
2. Divine Encounters: A Guide to Visions, Angels and Other Emissaries, 1995, Avon Books, ISBN 0-380-78076-3
3. The Earth Chronicles Handbook, 2009, Bear & Company, ISBN 978-1-59143-101-5
4. There Were Giants Upon the Earth: Gods, Demigods, and Human Ancestry: The Evidence of Alien DNA, 2010, Bear & Company, ISBN 978-1-59143-121-3

### Les expedicions deCròniques a la Terra
1. The Earth Chronicles Expeditions, 2004, Bear & Company, ISBN 978-1-59143-076-6
2. Journeys to the Mythical Past, 2007, Bear and Company, ISBN 978-1-59143-080-3

### Novel·les
- The Lost Book of Enki: Memoirs and Prophecies of an Extraterrestrial god, 2001, Bear & Company, ISBN 1-879181-83-5
- The King Who Refused to Die: The Anunnaki and The Search for Immortality, 2013, Bear & Company, ISBN 978-1-59143-177-0

### Col·leccions
- The Complete Earth Chronicles, 2014, Bear & Company, ISBN 978-1591432012 (Caixa del set primers llibres)
- The Anunnaki Chronicles: A Zecharia Sitchin Reader, 2015, Bear & Company, ISBN 978-1-59143-229-6 (editat, Janet Sitchin)

### DVD
- Are We Alone in the Universe? (basat en Genesis Revisited), documental, 1978 (2003 DVD reeditat)[36]
- An Evening with Zecharia Sitchin, conferència i presentació de diapositives, 1997
- A Talk From The Heart! conferència i presentació de diapositives, 2006
- Signs of the Return, conferència i presentació de diapositives, 2009
- 2012—the End of Days? conferència i presentació de diapositives, 2010
- Zecharia at 90—Farewell Address, conferència, 2010